# Tetraponera pumila
Tetraponera pumila (лат.) — вид древесных муравьёв рода Tetraponera из подсемейства Pseudomyrmecinae (Formicidae). 

## Распространение
Встречается в экваториальной Африке: Бурунди, Гана, Зимбабве, ДРК, Кения, Уганда.

## Описание
Муравьи мелкого размера коричневого цвета (4—5 мм). Ширина головы рабочих от 0,42 до 0,53 мм, длина головы от 0,54 до 0,66 мм. Вид, с умеренно удлиненной головой; лобные кили широко расставлены, расстояние между ними примерно вдвое или более ширины базальной части скапуса; скапус короткий, около половины ширины головы и чуть более трети длины головы; передний край клипеуса с коротким усеченным срединным выступом, снабженным тремя тупыми зубцами. Дорзум головы, мезосома и петиоль с плотной сетчатой скульптурой, матовые; скульптура ослаблена латерально (иногда и медиально на лбу) и на постпетиоле; брюшко со слабой сетчато-кориарной скульптурой. Срединный зубец клипеальной лопасти окаймлен характерной парой тупых щетинок длиной около 0,07 мм, направленных антеровентрально; в остальном стоячая волосистость очень редкая, отсутствует на дорзуме головы (включая лобные кили), мезосоме, петиоле, постпетиоле и 4–6 тергитах брюшка.

## Систематика
Вид был впервые описан в 2022 году американским мирмекологом Филипом Уардом (Philip Ward, Department of Entomology, University of California, Davis, Калифорния, США) в ходе проведённой им родовой ревизии. Включен в видовую группу Tetraponera allaborans-group. Рабочие этого вида  похожи на таковых Tetraponera dispar, Tetraponera continua, Tetraponera cortina и Tetraponera gerdae, но отличаются мелкими размерами, уникальной клипеальной волосистостью, состоящая из пары толстых щетинок на клипеальном крае, направленных антеровентрально; коротким, высоким петиолем; и довольно плотная скульптурой на дорзуме головы и мезосоме.